# موسیقی تلفیقی
موسیقی تلفیقی (فیوژن) گونه‌ای از موسیقی که نتیجه تلفیق دو یا چند فرهنگ موسیقایی است. موسیقی تلفیقی ترجمه اصطلاح موسیقی فیوژن است که در اصل و ابتدا به ترکیب موسیقی جز با فانک و راک گفته می‌شده‌است. در موسیقی تلفیقی همواره تلاش در به هم رساندن موسیقی در دهکده جهانی موسیقی است به عنوان مثال می‌توان به تلفیق موسیقی ایرانی و موسیقی کلاسیک غربی در آلبوم (مولانا و باخ) اثر داود آزاد یا تلفیق موسیقی اصیل آذربایجان با موسیقی جز که توسط عزیز مصطفی زاده در آذربایجان صورت می‌گیرد، اشاره کرد.
عباس مهرپویا از آغازگران موسیقی تلفیقی در ایران بود. مهرپویا موسیقی را با آموختن عود از نوازنده‌ای عرب آغاز کرد و بعدها از آموزگارانی ایتالیایی و آلمانی گیتار زدن را آموخت اما نقطه عطف کار او زمانی‌ست که به هند سفر کرد و سیتار نواختن را فرا گرفت و پس از آن آهنگ‌های بسیار متفاوتی را با نوای ساز سیتار و با آواز به سبک خاص خویش ارائه کرد. او در زمان خود تنها نوازنده چیره‌دست سیتار درایران بود و با تسلطی که بر آن داشت، کوشید که نوای این ساز را با نوای سازهای دیگر تلفیق کند و ملودی‌های تازه‌ای را بسازد. از دیگر نقش‌های مؤثر در شکل‌گیری موسیقی تلفیقی ایران، می‌توان به بعضی گروه‌های راک ایرانی مانند اوهام و باراد اشاره داشت.